# Mystification
Mystification è il sesto album del gruppo heavy metal statunitense Manilla Road, pubblicato nel 1987 da Black Dragon Records per l'Europa e da Roadster Records per gli Stati Uniti e in seguito ristampato più volte nei formati CD e vinile.

## Il disco
Con quest'album la band di Wichita ha cominciato ad aumentare i ritmi delle composizioni presentano alcuni pezzi tendenti al thrash metal, come ad esempio Up from the Crypt e Death by the Hammer, rimanendo però legati allo stile epico che li ha sempre contraddistinti.
Altra novità sono le tematiche trattate, infatti i testi delle canzoni sono quasi tutti ispirati alle opere di Edgar Allan Poe. La canzone Children of the Night è invece tratta da un racconto di Robert E. Howard.

## Tracce
Testi di Mark Shelton, musiche di Randy Foxe, Scott Park, Mark Shelton.
1. Haunted Palace – 4:23
2. Spirits of the Dead – 4:24
3. Valley of Unrest – 3:41
4. Mystification – 5:35
5. Masque of the Red Death – 5:21
6. Up from the Crypt – 3:02
7. Children of the Night – 6:55
8. Dragon Star – 5:56
9. Death by the Hammer – 3:45

## Formazione
- Mark Shelton - voce, chitarra
- Scott Park - basso
- Randy Foxe  - batteria, tastiere